# Papaipema necopina
Papaipema necopina é uma espécie de mariposa da família Noctuidae. Pode ser encontrada na América do Norte.
O número MONA ou Hodges para Papaipema necopina é 9497.